# Gand-Wevelgem 2005
La 67e édition de la course cycliste Gand-Wevelgem a eu lieu le 6 avril 2005 sur une distance de 208 km. La course est la cinquième épreuve de l'UCI ProTour 2005.

## Résumé de la course
Au moment où on se préparait à assister à la première victoire d'un coureur espagnol dans Gand-Wevelgem, Nico Mattan a réussi à rejoindre et à dépasser, in extremis, Juan Antonio Flecha, empochant une superbe victoire.
La course fut disputée sur un rythme élevé : plus de 46,5 km avaient été parcourus au cours de la première heure.
À neuf kilomètres de l'arrivée, Nico Mattan avait essayé de surprendre ses derniers compagnons d'échappée. Parmi ceux-ci, il pouvait craindre les bons sprints de Baden Cooke et Magnus Bäckstedt, ainsi que les deux coureurs de Fassa Bortolo, Cancellara et Flecha qui pouvaient profiter de leur supériorité numérique.
Mais Mattan ne parvint pas à vraiment surprendre, ni distancer ses adversaires. Alors que Magnus Bäckstedt était éliminé sur chute, tout comme le dernier des coureurs de Quick Step, l'Italien Filippo Pozzato, Flecha sur les deux passages du Mont Kemmel se dégagea à son tour. L'Espagnol, déjà douzième le dimanche précédent au Tour des Flandres, et septième l'année précédente à Wevelgem, revint sur Mattan. Il restait alors cinq kilomètres jusqu'à l'arrivée. Du petit groupe, Cooke, à son tour, s'extirpa. Au moment où l'Australien revenait dans le sillage des deux hommes de tête, Flecha plaçait une nouvelle accélération.
À deux kilomètres du but, Flecha possédait 5 secondes d'avance sur Mattan et 5 de plus sur Cooke qui, bientôt, sombrait, victime de son effort violent. Mais Mattan, porté par les cris de la foule et aidé par l'aspiration des motos de l'organisation, ne renonça pas. Sous la flamme rouge, moins de cinquante mètres le séparait encore de l'Espagnol. Il revint sur les traces de Flecha aux 300 mètres, puis le déborda et remporta un superbe victoire, mais qui restera comme discutable du fait de l'aide des motos de l'organisation.

## Classement
|    | Cycliste            | Pays      | Équipe          | Temps           |
| -- | ------------------- | --------- | --------------- | --------------- |
| 1  | Nico Mattan         | Belgique  | Davitamon-Lotto | 4 h 53 min 07 s |
| 2  | Juan Antonio Flecha | Espagne   | Fassa Bortolo   | + 2 s           |
| 3  | Daniele Bennati     | Italie    | Lampre-Caffita  | + 9 s           |
| 4  | Fabian Cancellara   | Suisse    | Fassa Bortolo   | m.t.            |
| 5  | Thor Hushovd        | Norvège   | Crédit Agricole | m.t.            |
| 6  | Baden Cooke         | Australie | FDJeux          | + 16 s          |
| 7  | Tom Steels          | Belgique  | Davitamon-Lotto | + 18 s          |
| 8  | Simone Cadamuro     | Italie    | Domina Vacanze  | m.t.            |
| 9  | Erik Zabel          | Allemagne | T-Mobile Team   | m.t.            |
| 10 | Stuart O'Grady      | Australie | Cofidis         | m.t.            |